# Dixieland
Dixieland är en typ av traditionell jazzmusik.

## Traditionellt
Dixielandjazz har sitt ursprung i den musik som under 1910-talet uppstod ur ragtime och som blev New Orleans- och Chicago-stilarna på 1920-talet. De främsta företrädarna var Original Dixieland Jazz Band, Lu Watter's Yerba Buena Jazz Band, Firehouse five + two och Jelly Roll Mortons olika ensembler. Den traditionella sättningen för ett dixielandband är trumpet, trombon, klarinett, piano, banjo, bas och trummor. Idag kan begreppen Dixielandjazz, New Orleansjazz, revivaljazz och traditionell jazz/tradjazz ses som i det närmaste sammanfallande.

## Senare efterföljare
Dixieland ses av vissa som en förklenande benämning på vita orkestrar i och utanför USA som på 40-, 50- och 60-talen spelade en något omstöpt form av traditionell jazz. I England, Tyskland, Frankrike, Danmark framträdde band som Chris Barber, Kenny Ball, Mr Acker Bilk, Dutch Swing College Band, Papa Bues Viking Jazz Band och Sidney Bechets senare gäng.
Repertoaren bestod oftast av tradjazzens standardlåtar i moderniserad form såsom Down by the Riverside, Careless Love, Cornet Chop Suey, Struttin With Some Barbeque, Doctor Jazz, High Society, Black Bottom Stomp, The Pearls, Royal Garden Blues, China Boy, Tiger Rag, Ice Cream, Tishomingo Blues, At the Jazz Band Ball, Mahogany Hall Stomp, Bill Bailey, At the Darktown Strutters Ball, Bourbon Street Parade. I allt ett 40-tal melodier som varit populära under 1900-talets första decennier. 

### I Sverige
Även i Sverige blommade dixielandvurmen från slutet av 1940-talet, med band som Pygmé Jazz Band, Papa Bues Viking Jazz Band (danskt), Jumping Jacks, Jack Lidströms Hep Cats, Bunta Horn, Cave Stompers, Jazz Doctors, Storyville Creepers och Sveriges Jazzband.
I Sverige blev dixielandmusiken huvudingrediensen i en livsstil hos vissa gymnasieungdomar, och i Stockholm, Göteborg och Malmö fanns under 1950 och början av 1960-talet ett antal jazzklubbar med relativt kort livslängd, där skolbanden spelade. En lustig ingrediens var det årliga firandet av "Storyvilles stängning" med gatuparader med ett stort antal musiker av olika kunnighetsgrad. Allteftersom åren gått har en del av banden fortsatt med delvis nya besättningar och konstellationer.
Publiken verkar dock följa sin generation, och utgörs följaktligen idag mest av pensionärer.